# Tee Time
Tee Time è un cortometraggio muto del 1921 diretto da James D. Davis.

## Produzione
Il film fu prodotto dalla Century Film.

## Distribuzione
Distribuito dall'Universal Film Manufacturing Company, il film - un cortometraggio in due bobine - uscì nelle sale cinematografiche USA il 12 gennaio 1921.